# Гун Цзиньцзе
Гун Цзиньцзе́ (кит. упр. 宫金杰, пиньинь Gōng Jīnjié, род.12 ноября 1986) — китайская велогонщица, призёр чемпионатов мира и Олимпийских игр.
Гун Цзиньцзе родилась в 1986 году в уезде Дунфэн городского округа Ляоюань провинции Гирин. В 2002 году вошла в сборную провинции, в 2005 — в национальную сборную.
В 2006 году Гун Цзиньцзе завоевала серебряную медаль Азиатских игр. В 2008 и 2010 годах она завоёвывала серебряные медали чемпионата мира, в 2011 и 2012 — бронзовые. В 2012 году Гун Цзинзце стала серебряным призёром Олимпийских игр.

## Выступление на Летних Олимпийских играх 2012
В командном спринте она вместе с Го Шуан приехала первой к финишу, но за нарушение правил была удалена. Она, Го Жуан, а также их тренер считают «что их дисквалифицировали несправедливо». Он жаловался, что судьи отказались предоставить «видеозапись гонки на замедленном повторе».